# 第二兵團 (南北戰爭)
第二兵團 (南北戰爭)（又譯作「第二軍」）是為美國內戰時美利堅合眾國(北方)的一個兵團（或譯軍）(Corps), 曾先後隸屬於五個軍團(Army):
- 波多馬克軍團(Army of the Potomac)

(1863年3月13日- 1865年6月28日) 。
- 密西西比軍團(Army of Mississippi)

由威廉·薛曼( William T. Sherman)率領, (1863年1月4日- 1863年 1月12日)
- 坎伯蘭軍團(Army of the Cumberland)

由湯馬斯·克里坦登(Thomas L. Crittenden)率領,(1862年10月24日- 1862年 11月5日)
- 俄亥俄軍團(Army of the Ohio)

由湯馬斯·克里坦登(Thomas L. Crittenden)率領 (1862年9月29日- 1862年 10月24日)
- 維吉尼亞軍團(Army of the Virginia)

由拉胥梅耶·班克斯(Nathaniel P. Banks)率領, (1862年6月26日- 1862年9月4日)
由阿爾菲奧斯·威廉斯(Alpheus S. Williams)率領, (1862年9月4日- 1862年9月12日)

## 兵團歷史
第二兵團的規模較大, 成立較早, 曾參加過最血腥的戰役, 亦立下了不少戰功和英雄事蹟, 人數傷亡亦是最多, 所以第二兵團特別特出; 有人計算出: 每100名北軍死者中就有35人是第二兵團的成員。

### 早期
七松坡戰役是第二兵團的的第一場正式的戰役, 第二兵團成功阻擋了南軍的攻勢, 免於被擊敗, 第二兵團的代價為196人死亡,899人受傷, 90人失蹤。到了七天戰役,  第二兵團有201人死亡, 1,195人受傷,1,024人失蹤。
從里奇蒙撤出後, 第二兵團趕去幫助約翰·波普 (John Pope)的維吉尼亞軍團(於第二次馬納沙斯之役), 他們攻佔了香第尼(Chantilly), 但沒有戰鬥。
在馬里蘭會戰中, 第二兵團參加了安蒂特姆戰役, 死傷者的總數為其他兵團的兩倍, 在15,000人當中,有883人死亡, 3,859人受傷, 396失蹤, 合計5,138人。
在弗雷德里克斯堡之役中有412人死亡, 3,214人受傷, 488失蹤, 有約一半的死傷者都是因突擊瑪麗高地 (Marye's Heights) 失敗而倒下。死傷者的百分比高達46%。
在錢瑟勒斯維爾戰役中, 第二兵團英勇的阻擋了南軍強大的攻勢, 造就出南北戰爭中的一個英雄事蹟, 第二兵團於這戰役的傷亡並不重, 而且最後南軍得到決定性的勝利。

### 中期
在葛底斯堡之役中, 第二兵團(10,500人)在第二和第三日打敗了進攻的南軍; 有796人死亡, 3,186人受傷, 368人失蹤; 總數為4,350人。
温菲尔德·斯科特·汉考克和Gibbon都受了傷;而山繆·如克(Samuel K. Zook), 愛德華·可羅斯(Edward E. Cross), 喬治·威拉德(George L. Willard), 和 Eliakim Sherrill 都陣亡了。
直到這時(1863年6月30日), 參加過第二兵團的有22,336人, 但仍服役(Present for duty)的只有13,056 人。
有人後來提出, 第二兵團的10,500人中有一些人是樂師, 马车驮手, 廚師, 侍從和掉队的士兵 (通常沒有槍枝或無法打仗), 所以於葛底斯堡之役中第二兵團的槍枝並不可能超過 10,000枝。

### 後期
1864年3月23日, 第三兵團(南北戰爭)被打散, 其中的兩個師就被派往第二兵團, 到了1864年4月, 參加過第二兵團的有46,363人, 仍服役的有28,854 人。
漢考克康復後, 繼續指揮第二兵團, 在莽原戰役中, 699人死亡, 3,877人受傷, 516失蹤, 合計5,092人, 亞歷山大·海斯(Alexander Hays)亦陣亡於此。
在斯波特瑟爾韋尼亞縣府戰役(Spotsylvania)中, 第二兵團在漢考克的率領下, 於5月12日突擊敵人成功, 取得輝煌的戰果, 但他們付出了慘重的人命代價: 894人死亡, 4,947人受傷, 801人失蹤, 合計6,642人。波多馬克軍團亦有超過三分之一的人員傷亡。
在冷港之役中有494人死亡, 2,442人受傷, 574 失蹤, 合計3,510人。
在彼得斯堡戰役中, 第二兵團再次以沈重的傷亡換取榮耀, 到了8月, 又在Deep Bottom, 和Ream's Station與南軍戰鬥, 但都被打敗。
第二兵團此後就仍舊為美利堅合眾國作戰至4月7日, 兩日後李將軍投降, 第二兵團已經足足打了三年仗。